# Dactylocythere crena
Dactylocythere crena är en kräftdjursart som beskrevs av Hobbs och Walton 1975. Dactylocythere crena ingår i släktet Dactylocythere och familjen Entocytheridae. Inga underarter finns listade i Catalogue of Life.